# Mikroregion Pedra Azul

Mikroregion Pedra Azul

Mikroregion Pedra Azul – mikroregion w brazylijskim stanie Minas Gerais należący do mezoregionu Jequitinhonha.

## Gminy
- Cachoeira de Pajeú
- Comercinho
- Itaobim
- Medina
- Pedra Azul